# Ленуар, Этьен
Жан Жозеф Этьен Ленуар (фр. Jean Joseph Etienne Lenoir, 12 января 1822, Мюсси-ла-Виль, Мюсон, Люксембург, Бельгия — 4 августа 1900, Ла-Варан-Сент-Илер, Сен-Мор-де-Фоссе, Вал-де-Марн, Франция) — французский изобретатель бельгийского происхождения, изобретатель двигателя внутреннего сгорания (двигателя Ленуара).

## Биография
С 1838 года жил во Франции.

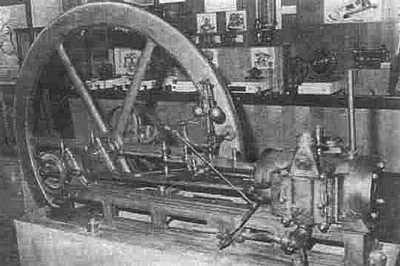
Двигатель Ленуара в музее искусств и ремёсел (Париж).

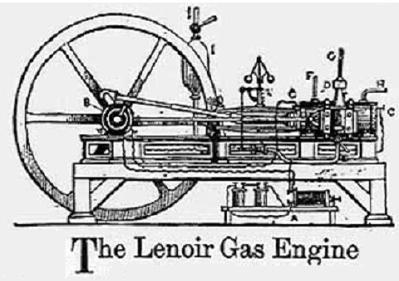
Газовый двигатель Ленуара, 1860 года.

В 1860 году сконструировал первый практически пригодный газовый двигатель внутреннего сгорания. Мощность двигателя составляла 8,8 кВт (12 л. с.). Двигатель представлял собой одноцилиндровую горизонтальную машину двойного действия, работавшую на смеси воздуха и светильного газа с электрическим искровым зажиганием от постороннего источника. КПД двигателя не превышал 4,65 %. Несмотря на недостатки, двигатель Ленуара получил некоторое распространение. Использовался как лодочный двигатель.
Изобрел технологию получения гальванопластических копий (1851), электрический тормоз (1855), пишущий телеграф (1865).